# Violet Gordon-Woodhouse

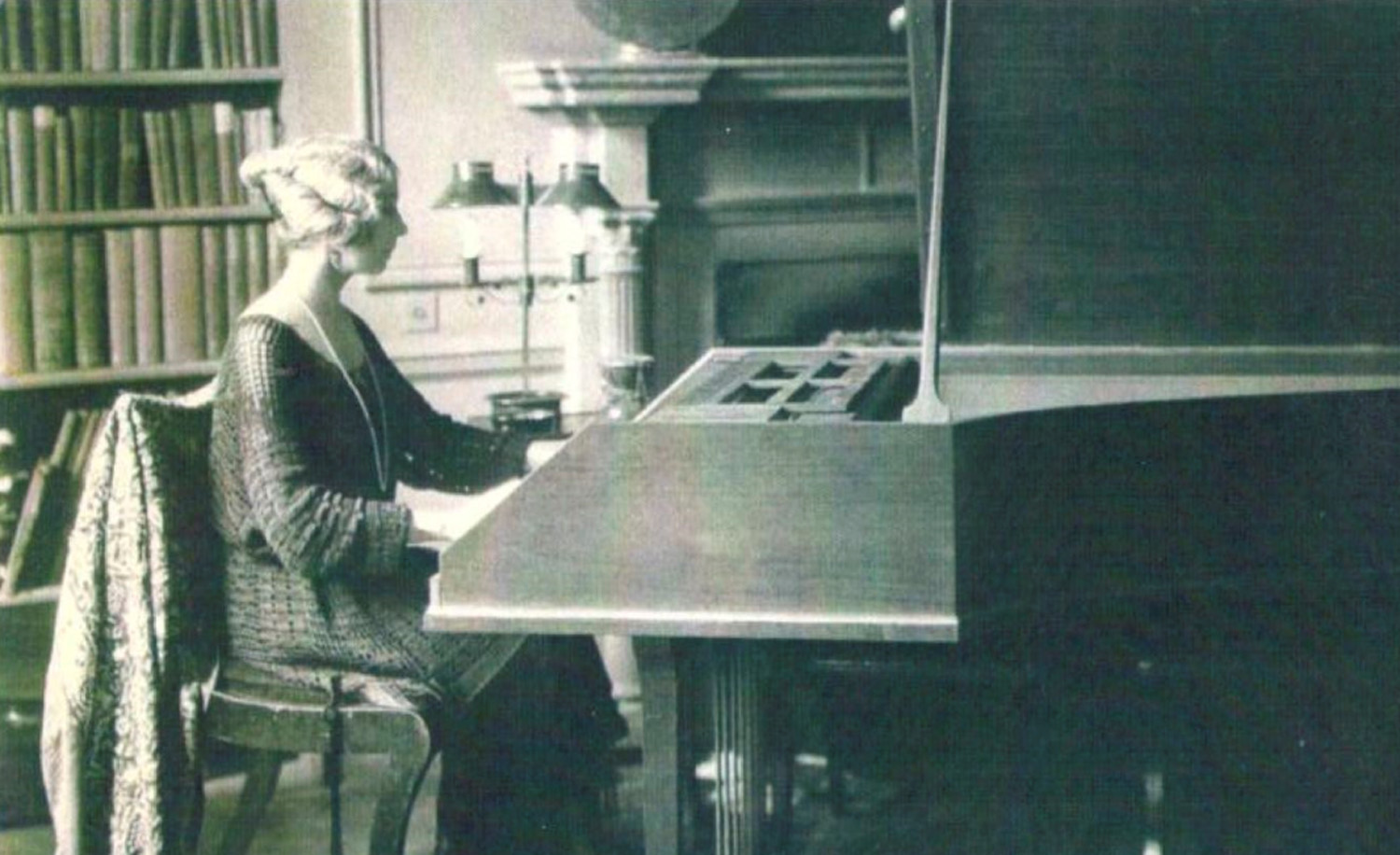
Violet Gordon Woodhouse (um 1900)

Violet Gordon-Woodhouse (* 23. April 1872 in London als Violet Kate Eglinton Gwynne; † 9. Januar 1948 in Gloucestershire) war eine britische Tasteninstrumentalistin. Gordon-Woodhouse spezialisierte sich auf das Cembalo und Clavichord. Ihr Spiel führte dazu, dass beide Instrumente von der Öffentlichkeit wieder wahrgenommen wurden. Sie nahm als erste Musikerin das Cembalo auf und wählte dazu Werke von Johann Sebastian Bach aus. Zudem übertrug sie im Rundfunk als Erste Cembalomusik.

## Familie
Gordon-Woodhouse wurde als Violet Kate Eglinton Gwynne in der 97 Harley Street im Londoner Stadtteil Marylebone als Tochter einer wohlhabenden Familie, die ein Anwesen in der britischen Grafschaft Sussex besaß, geboren. Sie war das vierte Kind und die zweite Tochter des Ingenieurs und Erfinders James Eglinton Anderson Gwynne (1832–1915) und Mary Earle Purvis (1841–1923). Ihre Mutter war mit der Sopranistin Adelina Patti befreundet. Der deutsche Emigrant und führende Musikpädagoge Großbritanniens, Oskar Beringer unterrichtete Gordon-Woodhouse im Klavierspiel, die als Sechzehnjährige eine seiner vielversprechendsten Schülerinnen war.
Ihr Großvater mütterlicherseits war der schottische Royal-Navy-Offizier und Kaufmann William Purvis (1796–1854) aus Dalgety Bay, der 1822 die in Padang geborene bekannte Sopranistin Cornelia Louisa Intveld (1808–1857) heiratete.
Gordon-Woodhouse’ Brüder waren politisch aktiv. Rupert Gwynne war von 1910 bis 1924 Abgeordneter für Eastbourne. Roland Gwynne wirkte von 1929 bis 1931 als Bürgermeister in derselben Stadt. Die Kochbuchautorin Elizabeth David war eine der Nichten von Gordon-Woodhouse.
Gordon-Woodhouse löste die Verlobung mit Henry Gage, 5. Viscount Gage, einem wohlhabenden Nachbarn aus Sussex, nachdem sie über die menschliche Sexualität aufgeklärt wurde. 1895 ging sie eine Scheinehe ein, in der sie ihren Mann überredete, den mit Bindestrich geschriebenen Familiennamen Gordon-Woodhouse anzunehmen. Ungeklärt ist, warum er diese Ehe einging. 1899 zog William Barrington, der spätere 10. Viscount Barrington, als Geliebter in das eheliche Haus ein. 1903 zogen der Rechtsanwalt Max Labouchere und der Kavallerieoffizier Dennis Tollemache ebenfalls ein. In britischen Gesellschaftskreisen wurde dies als „Woodhouse-Zirkus“ bekannt.

## Karriere
Zunächst spielte Gordon-Woodhouse Klavier, wurde aber durch ihre Darbietungen am Cembalo und Clavichord bekannt. Der französische Violinist und Instrumentenbauer Arnold Dolmetsch, der ab 1917 in England wirkte und sich der Wiederbelebung der Alten Musik widmete, beeinflusste sie sehr. Dolmetsch fertigte Kopien alter Tasteninstrumente an, lieferte sie an Gordon-Woodhouse und führte sie in das Spiel ein. 1899 führte sie das „Konzert für drei Cembali in C-Dur“ von Johann Sebastian Bach in London öffentlich auf. Begleitet wurde sie von Arnold Dolmetsch und seiner zweiten Frau Elodie Desirée. Obwohl Dolmetsch seit Anfang des 20. Jahrhunderts im Ausland wirkte, arbeitete Gordon-Woodhouse ab 1910 mit ihm zusammen. Dolmetsch werden die ersten Aufnahmen des Clavichord zugeschrieben.
Neben ihrem Repertoire, das die Alte Musik umfasste, bediente sich Gordon-Woodhouse auch den Werken der Komponisten des 19. Jahrhunderts und der Gegenwart. Der britische Komponist Frederick Delius widmete ihr ein Werk für Cembalo.

## Spätere Jahre

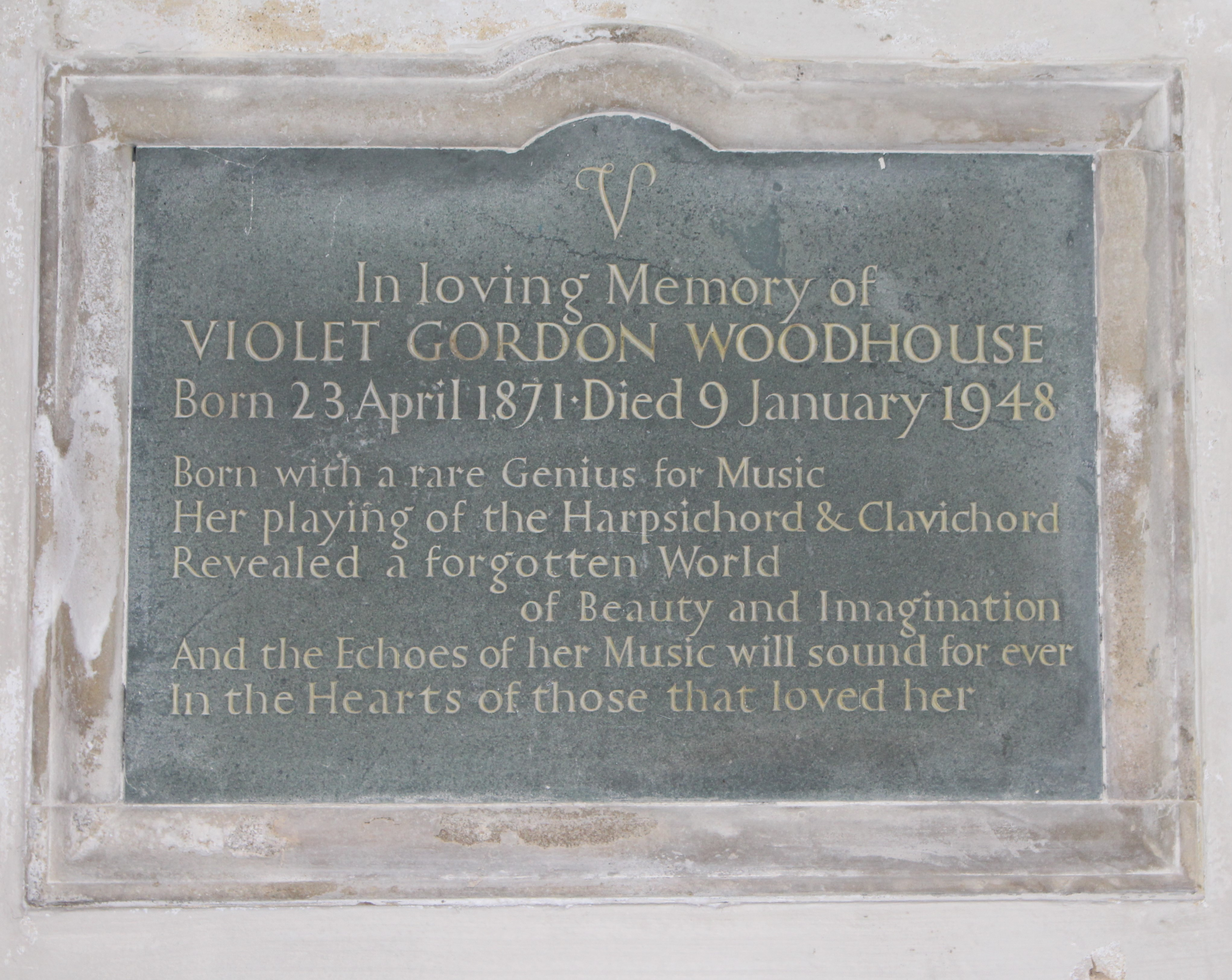
Gedenktafel für Violet Gordon-Woodhouse an der Kirche St. Peter ad Vincula in Folkington

Nach dem Ersten Weltkrieg war Gordon-Woodhouse, die aus dem Erbe ihres Vaters nichts erhielt, nahezu insolvent. Es wird angenommen, dass dies die Entscheidung zum Abschluss eines Plattenvertrages begünstigte.
In den 1920er Jahren erwarben Violet und Gordon das Anwesen Nether Lypiatt Manor in Gloucestershire, dass sie mit William Barrington bezogen. Ab 1926 reduzierte Violet ihre öffentlichen Auftritte, nachdem Gordon Woodhouse eine Erbschaft ausbezahlt worden war.
Die australische Pianistin und Cembalistin Valda Aveling nahm ab den 1930er Jahren Unterricht bei Gordon-Woodhouse.
1948 starb Violet im Alter von 75 Jahren. Die beiden Männer blieben in Nether Lypiatt wohnen, bis 1951 auch Gordon verstarb.

## Bekanntheit
Gordon-Woodhouse war mit vielen berühmten Künstlern bekannt. Dazu zählen die Komponistin und Frauenrechtlerin Ethel Smyth, der Dichter und Erzähler Siegfried Sassoon, Sir Aubrey Edward Henry Dean Paul und seine Frau, die Pianistin Régine Wieniawski, sowie George Bernard Shaw. Der walisische Lyriker William Henry Davies war häufig Besucher ihrer Konzerte und speiste mit ihr und den Sitwells auf Nether Lypiatt.
Der britische Schriftsteller Sir Osbert Sitwell erwähnte sie mehrmals in seiner Autobiografie.
Die homosexuelle Schriftstellerin Radclyffe Hall widmete ihr einen erotischen Gedichtband.
Roger Scruton schrieb das Libretto und die Musik für die Oper Violet, die auf ihrem Leben basiert und 2005 an der Guildhall School of Music and Drama uraufgeführt wurde.

## Diskografie
- The Harpsichord Virtuoso.